# 마당쇠와 언년이
"마당쇠와 언년이"는 1993년에 개봉한 대한민국의 영화이다.

## 캐스팅
- 정인철
- 박양희
- 정세혁
- 김운하
- 김달호
- 남수정
- 신찬일
- 강희
- 한명환
- 강헌주
- 이지현